# Кипријан Релић
Кипријан Релић (2. фебруар 1904 — 1941) јеромонах СПЦ и парох у Вери крај Вуковара. Родио се у католичкој породици. Када је завршио католичку богословију прешао је на православну веру. Замонашио се у манастиру Фенек у Срему. Јерођакон је постао 1929, а јеромонах 1931. Од 1935. до 1940. био је парох у Миклушевцима, а онда прелази у Веру. У време НДХ, током насилног покатоличавања Срба охрабривао је Србе да не напуштају православље. Усташе су му обећале положај, само да се врати у католицизам. Пошто је одбио да поново буде католик хапсе га у септембру 1941. и шаљу у Јасеновац. Један од старешина логора Јасеновац Марјановић му је био школски друг, али му није могао опростити што је напустио католицизам. Убијен је нешто после 22. новембра у групи од 60 Срба. Неке су убили метком, а неке полугама помлатили. После су их бацили у пећ у циглани и све спалили.